# Vera Vermeersch
Vera Vermeersch (1959) is een Belgische tapijtweefster en -kunstenares. Ze voert zowel eigen ontwerpen uit als ontwerpen van andere hedendaagse kunstenaars. Zij is lid van de kunstenaarsfamilie Vermeersch, met o.a. haar vader beeldhouwer José Vermeersch, broer kunstenaar Rik Vermeersch, en neven Lowie, Pieter, Robin en Tinus.

## Studie
Vermeersch studeert in 1981 af als kunsthistorica aan de Universiteit Gent. Aansluitend volgt ze hand- en kunstweven aan het toenmalige Textielinstituut Henri Story in 1981-1983, en een opleiding restauratie wandtapijten aan het Koninklijk Instituut voor Kunstpatrimonium in 1984.

## Carrière
In de periode 1984-1988 is Vera Vermeersch projectleidster van het restauratieatelier ‘Huis de Lalaing’ in Oudenaarde. Dit atelier is gespecialiseerd in de restauratie van wandtapijten. Vanaf 1988 gaat ze aan de slag als zelfstandig restauratrice van wandtapijten. Kort daarna, in 1990, richt ze samen met haar echtgenoot Werner Gilson een eigen atelier op voor handtufttapijten.
Als kind groeide Vermeersch op tussen schapen en de (weef)kunsten van haar vader. Daarom koos ze ervoor om zelf met wol te werken. Aanvankelijk maakte Vera Vermeersch kindertapijten, bedoeld als vloer of wandtapijt. Ze deed dit op basis van tekeningen van o.a. haar eigen kinderen. Ze was hierbij gefascineerd door de grillige vormen, spontaniteit en het kleurgebruik.

Ik begon met die kindertapijten voor mijn plezier.
— Vera Vermeersch (1997)

Samen met haar echtgenoot gaan ze uiteindelijk handtufttapijten creëren naar ontwerpen van andere kunstenaars, voor o.a. Maarten van Severen, Tjok Dessauvage, Roger Raveel, Fred Bervoets, Johan Tahon, Volker Albus, Pjeroo Roobjee en Sofie Lachaert maar ook voor haar eigen familieleden José, Rik, Pieter en Robin Vermeersch. Van de 3 tapijten voor van Severen, Dessauvage en Albus bevindt er zich een exemplaar in het Design Museum Gent.

Maar ik noem mij geen kunstenares [...] Ik kan niet echt goed tekenen, wel ontwerpen. Ik heb een eigen manier gevonden om met vorm, kleur en textiel om te gaan. Daarom is het vrij uniek wat ik doe. De ontwerpen die ik maak, hebben een vrij grote moeilijkheidsgraad. Handtuften laat je toe complexe tekeningen te maken.'
— Vera Vermeersch (2007)

Haar eigen werk is geïnspireerd door o.a. Italiaanse landschappen en de kleuren uit het Lam Gods.

## Bekende werken
- ‘Tapijt 2004’, Courtesy The Maarten Van Severen Foundation. Colour design by MVS Studio: Maarten Van Severen & Fleur Swildens, 2004
- ‘Ontmoeting met het blauw van de vrouw’ , carpet designed by Roger Raveel, 2007
- ‘Totem’, carpet designed by Johan Tahon, 2011
- "Sotto il cielo d'agosto" (III), 2014
- Painters Palette rug, Atelier Lachaert Dhanis, 2015
- reeks "Lam Gods", 2020

## Publicaties
- (mul) Vera Vermeersch, Aurélie Daems, Pol Vermeersch (2020). Atelier Vera Vermeersch: Kleurlegende van de gebroken plooi / Patronen van het landschap. Atelier Vera Vermeersch. ISBN 978-94-6407-985-2. Gearchiveerd op 24 juni 2021. Geraadpleegd op 16 juni 2021.

- RKD-Nederlands Instituut voor Kunstgeschiedenis: 119190
- Système universitaire de documentation: 168441713
- Virtual International Authority File: 107295680